# Taken 2
Taken 2 is een Franse (Engelstalige) actiefilm uit 2012 onder regie van Olivier Megaton. De productie werd genomineerd voor de Saturn Award voor beste actie-/avonturenfilm en hoofdrolspeler Liam Neeson voor de People's Choice Award voor favoriete dramatische filmacteur. Taken 2 is zowel productie- als verhaaltechnisch een vervolg op Taken uit 2008.

## Verhaal
Verschillende families in Tropojë (Albanië) begraven tijdens een gezamenlijke ceremonie hun gedode echtgenoten, vaders en zonen. Zij waren allemaal lid van de Albanese maffia en als zodanig betrokken bij gewelddadige ontvoeringen van jonge meisjes, om die in de internationale vrouwenhandel te verkopen. Een van hun laatste doelwitten bleek alleen de dochter van voormalig CIA-agent Bryan Mills. Die vloog na de ontvoering van zijn Kim hoogstpersoonlijk naar Europa en ploegde zich daar met de botte bijl door de criminelen die zijn dochter meenamen. Iedereen die hem ervan wilde weerhouden haar te bevrijden, tekende daarmee zijn eigen doodvonnis (zie hiervoor Taken).
Murad is een van de aanwezigen op de begrafenis in Tropojë. Hij heeft een leidinggevende positie binnen de Albanese maffia en is de vader van de vermoorde Marko. Bryan stak elektriciteitsdraden in diens bovenbenen om hem te verhoren, maar zette ook toen hij vertrok de stroom aan, waardoor Marko's hart na een martelgang van enige tijd explodeerde. Murad zweert wraak op Bryan door zowel hem, zijn ex-vrouw Lenore ('Lenny') als Kim tot doelwit te bombarderen.
Onwetend van de plannen die in Albanië worden gesmeed, vliegt Bryan naar Istanboel voor een klus als beveiliger. Omdat de nieuwe partner van Lenore haar vlak voor hun geplande vakantie in de steek liet, nodigde hij haar uit om daar samen met Kim ook heen te komen. De Albanezen komen erachter dat de drie zich in Turkije bevinden en zetten de jacht in. Zodra Bryan dit doorkrijgt, wendt hij wederom al zijn analytische-, strategische- en gevechtsvaardigheden aan om zijn familie en zichzelf in veiligheid te brengen.

## Rolverdeling
| Acteur            | Personage      | Opmerkingen                                                |
| ----------------- | -------------- | ---------------------------------------------------------- |
| Liam Neeson       | Bryan Mills    | voormalig CIA-agent                                        |
| Famke Janssen     | Lenore         | Bryans ex-vrouw                                            |
| Maggie Grace      | Kim Mills      | dochter van Bryan en Lenore                                |
| Rade Šerbedžija   | Murad Krasniqi | Albanees crimineel, tevens vader van Marko uit eerste film |
| Leland Orser      | Sam            | voormalig collega van Bryan bij de CIA                     |
| Luke Grimes       | Jamie          | Kims vriendje                                              |
| Kevork Malikyan   | Durmaz         | inspecteur bij Turkse politie                              |
| Alain Figlarz     | Suko           | Albanees crimineel                                         |
| Olivier Rabourdin | Jean-Claude    | agent Franse geheime dienst                                |